# Негоріле
Негоріле (біл. Негарэ́лае) - агромістечко в Дзержинському районі Мінської області  Білорусі на річці Перетуть за 10 км на північний захід від Дзержинська, за 48 км від Мінська. Населення - 1 000 чоловік (за даними на 01 січня 2009 року). Однойменна залізнична станція на лінії Мінськ - Барановичі.
| Білорусь | Це незавершена стаття з географії Білорусі. Ви можете допомогти проєкту, виправивши або дописавши її. |